# SV Urfahr
Die Sportvereinigung Urfahr ist ein österreichischer Fußballverein aus dem Stadtteil Urfahr in der oberösterreichischen Landeshauptstadt Linz. Die Vereinsfarben sind Rot und Schwarz. Die SV Urfahr ist der drittälteste Fußballklub des Bundeslandes Oberösterreich und spielt derzeit (2022/23) in der achtklassigen 2. Klasse Mitte.

## Geschichte

### Gründung
Ein Holländer unbekannten Namens machte 1908 auf der Heimreise aus Afrika in Linz Halt und brachte unter der Donaubrücke badenden Jugendlichen aus Linz und der damals noch eigenständigen Gemeinde Urfahr das bis dahin in dieser Region unbekannte Fußballspiel bei. Zwei Tore wurden aufgestellt und Linzer Jugendliche trugen gegen jene aus Urfahr ein erstes Fußballmatch aus. Als der Holländer wieder abreiste, ließ er neben seinem Lederball auch Begeisterung für diesen neuen Sport zurück.
Nach seiner Abreise entstanden aus den Burschen, die mit dem Holländer gespielt hatten, die Fußballmannschaften Linzer Sport-Club, SV Urfahr-Donaukai und FC Nußbaum (Steinmetzplatzl).
Die Urfahraner Spieler Othmar Holzer und Wilhelm Steininger konnten schließlich den Grundbesitzer (und späteren Stammgast) Rieseneder dazu gewinnen, sie auf seiner aufgelassenen Lehmgrube Fußball spielen zu lassen.
Die zwei kickenden Gruppen aus Urfahr schlossen sich noch 1908 zusammen, konstituierten sich aber vorerst nicht als offizieller Verein, da die meisten Sportler noch minderjährig waren.
1912 wurde der Verein schließlich als Sportvereinigung Urfahr (neben Fußball wurden auch andere Sportarten ausgeübt) durch folgende Gründungsmitglieder auch offiziell errichtet: Josef Mayr sen. (1. Obmann), Hans und Sepp Eigner, Othmar Holzer, Wilhelm und Franz Steininger, Matthias Achleitner, Hans Meindl, Karl Kniemoos, Franz Beyda, Alfred Rosenberger, Karl Schwetz, Fritz Jungwirth, Karl Großmann, Josef und Franz Karafiat, Fritz Liedl, sowie Alfred und Heinz Tichy. In Anlehnung an den WAC wurde Schwarz und Rot als Vereinsfarben ausgewählt.
Von 1914 an musste der Spielbetrieb allerdings wegen des Ersten Weltkriegs ausgesetzt werden und begann erst 1919 wieder.
Ab 1922 begann der Verein vermehrt Jugendliche anzuwerben. Dies sollte später erfolgreiche Auswirkungen haben.

### Erste große Erfolge
Denn während sich der SV Urfahr bis 1927 in den Meisterschaften konstant im Mittelfeld platzierte, konnten ab dem Folgejahr einige Titel gefeiert werden.
1928 wurde die SVU erstmals Meister von Oberösterreich. 1933 und 1937 konnte dieser Titel noch zwei Mal errungen werden. Zudem gewann der Klub 1933, 1934 und 1936 den oberösterreichischen Landespokal.
Nachdem Österreich von den Nationalsozialisten annektiert und das Ligensystem neu geordnet worden war, trat der SV Urfahr von 1937 bis 1945 in der Bezirksklasse Oberdonau an.
Nach dem Zweiten Weltkrieg spielte die Sportvereinigung zwei Jahre in der sogenannten 1. Klasse, bis 1948 die Landesliga gegründet wurde, deren Bestandteil Urfahr in den kommenden Jahren war.

### Hochblüte
1951 gelang es erstmals seit fünfzehn Jahren wieder, mit dem oberösterreichischen Pokal einen Titel zu gewinnen. Ein Jahr später zu Ostern wurde die neue Sportanlage des SV Urfahr an der Ferihumerstraße eröffnet, wo sie auch heute noch liegt.
Wieder ein Jahr darauf errang der Klub den Meistertitel in der 1. Landesliga und stieg somit in die Staatsliga B auf, doch schon im nächsten Jahr stieg man wieder aus der Staatsliga ab, und außerdem zerstörte ein Hochwasser fast die gesamte Sportanlage der SVU.
Nachdem diese wieder aufgebaut worden war, wurde der SK Admira Linz im Jahr 1955 Untermieter an der Ferihumerstraße.

### Auf und Ab
1963 folgte dann der nächste Abstieg von der 1. Landesliga in die Bezirksklasse Ost, zwei Jahre darauf erschien erstmals die Vereinszeitung SVU-Vereinspost.
1966 schließlich gelang der Sportvereinigung als Meister der Bezirksklasse Ost der Wiederaufstieg in die Landesliga. In der darauffolgenden Spielzeit errang der Verein überraschend den Vizetitel in der Landesliga und gewann den oberösterreichischen Landespokal. Daher durfte der Klub am 13. August 1967 am ÖFB-Cup teilnehmen. FK Austria Wien besiegte in der ersten Runde die SVU mit 8:0. Außerdem bestritt der Verein auch ein Freundschaftsspiel gegen Sparta Prag, das mit 2:10 verloren ging, während es im Jahr darauf in Prag ein knappes 1:3 gab.
Auch 1969 gelang der SVU der oberösterreichische Pokalsieg, und in der darauffolgenden Erstrunden-Partie des ÖFB-Cups gegen Rapid Wien musste Urfahr eine knappe 0:1-Niederlage hinnehmen.
Ein Jahr später konnte auf dem Gelände des Klubs eine Flutlichtanlage errichtet werden, mit der die Sportvereinigung allerdings in die 2. Landesliga abstieg. Doch im nächsten Jahr gelang der Wiederaufstieg.
1975 folgte ein erneuter Abstieg in die 2. Landesliga. Trotzdem fand in diesem Jahr das größte Juniorenturnier Oberösterreichs in Urfahr statt, zahlreiche prominente Vereine nahmen teil.
1976 wurde die Unterliga West und Ost gegründet, die SVU spielte fortan in der Ost-Staffel, stieg aber in der nächsten Spielzeit in die Bezirksklasse Nord ab.
1978 wurde zum ersten Mal das Knollmaier-Steininger Gedächtnisturnier in Urfahr ausgetragen, welches der SK Donau Linz gewann.
Im Jahre 1980 folgte nach den zwei vorangegangenen Abstiegen mit dem Meistertitel der Bezirksklasse Nord der erneute Aufstieg in die inzwischen wieder umbenannte 2. Landesliga Ost. Am 30. September 1982 wurde zudem das neue Sportheim der SV Urfahr eröffnet. In der nächsten Saison gelang dem Klub nach acht Jahren wieder der Aufstieg in die 1. Landesliga, doch darauf folgte ein direkter Wiederabstieg. Wiederum vier Spielzeiten später stieg der Klub auch aus der 2. Landesliga in die Bezirksklasse ab, die SVU-Vereinspost wurde in SVU-Journal umbenannt.
1994 leistete sich der Verein erstmals ein Trainingslager. Für eine Woche ging es in die Türkei.

### Niedergang & Existenzgefahr
1998 folgte ein weiterer Ausbau der Sportanlagen mit neuem Kabinentrakt, und ein Jahr darauf konnte mit dem Bau einer Sitzplatztribüne begonnen werden. Im Mai 2000 wurde die Tribüne fertiggestellt, die Fußball-Plätze saniert. Zum letzten Mal erschien in diesem Jahr das SVU-Journal.
Doch 2001 musste der Klub von der Bezirksliga in die 1. Klasse Mitte absteigen, ein Jahr darauf erreichte man dort den Vizemeistertitel. 2002 wurde auch die vereinseigene Homepage ins Leben gerufen. Nachdem zum 90-jährigen Bestehen des SVU ein großes Fest ausgerichtet wurde, verwüstete ein Hochwasser die Sportanlagen des Vereins, der daraufhin alle Heimspiele auswärts austragen musste. Durch die fehlenden Zuschauereinnahmen geriet der Verein in finanzielle Probleme, sodass sich die Sanierung der Anlagen verzögerte.
Erst 2003/04 konnte Urfahr seine Fußballplätze wieder bespielen. Im Jahr darauf wurde eine Spielgemeinschaft mit den Amateuren des LASK Linz eingegangen. Als die Mannschaft allerdings in der folgenden Spielzeit in die 2. Klasse abstieg, wurde die Spielgemeinschaft wieder aufgelöst.

### Neustart
2006 gelang der Wiederaufstieg in die 1. Klasse Mitte, jedoch stieg die Mannschaft kurz darauf wieder ab und spielte danach bis zur Saison 2010/11 in der 2. Klasse Mitte. Zur Saison 2011/12 wurde die Mannschaft in die 2. Klasse Nord-Mitte eingeteilt, wo in der ersten Saison der sechste Platz erreicht wurde. Vier Punkte fehlten auf den Relegationsplatz. In der Saison 2012/2013 allerdings konnte die SV Urfahr bereits vier Runden vor Schluss souverän den Meistertitel in der 2. Klasse Nord-Mitte fixieren. Dabei mussten die Urfahraner unter Trainer Fritz Ulmer keine einzige Niederlage einstecken und nur einmal einen Punktverlust hinnehmen. Somit spielt die SVU in der Saison 2013/14 wieder in der 1. Klasse Mitte. Kurz nach Fixierung des Meistertitels wurde der Sportplatz der SV Urfahr erneut von einem Hochwasser getroffen, das Schäden von mehr als 300.000 Euro anrichtete. Wegen des Hochwassers muss der Verein in der Saison 2013/14 auf die Sportanlage des ASK Nettingsdorf ausweichen, der im Jahr 2002 seinen Fußball-Spielbetrieb einstellte. In der ersten Saison nach der Rückkehr in die 1. Klasse erreichte die SV Urfahr den siebenten Platz. Zu Beginn der Saison 2014/15 wurde Ex-Voest-Spieler Fritz Ulmer von Walter Altmüller als Trainer abgelöst. Im Laufe der Frühjahrssaison trat Altmüller zurück, neuer Trainer wurde der langjährige Urfahr-Spieler Michael Dochnal. Die Urfahraner mussten vor der Saison zahlreiche Abgänge hinnehmen und landeten schlussendlich nur auf dem 14. und letzten Platz, womit man wieder den Abstieg in die 2. Klasse hinnehmen musste. Für die Saison 2015/16 übernahm Obmann Mario Mayer zusätzlich das Traineramt. Nachdem der Herbstmeistertitel erreicht werden konnte, fiel das Team im Frühjahr etwas zurück und landete schlussendlich auf dem dritten Platz.
In den darauffolgenden Spielzeiten mussten immer wieder Leistungsträger abgegeben werden. So erreichte man in der Saison 2016/17 den sechsten Rang, 2017/18 nur Platz elf und 2018/19 Rang zehn. Im Februar 2019 übernahm Markus Ecker das Traineramt bei den Urfahranern. Nach der Herbstsaison 2019 wurde die Meisterschaft im Frühjahr aufgrund der Corona-Pandemie abgebrochen. Zu diesem Zeitpunkt lag Urfahr auf dem 10. Tabellenplatz. Auch die Saison 2020/21 konnte wegen der Pandemie nicht zu Ende gespielt werden und Urfahr lag zum Abbruch-Zeitpunkt auf Platz 9. In der Saison 2021/22 konnte sich die SV Urfahr wieder im vorderen Tabellenbereich platzieren, verpasste erst in der letzten Runde den möglichen Relegationsplatz und wurde Dritter.

### Obmänner
- 1912 Gründungsobmann Josef Mayr sen.
- 1913–1914 Franz Steininger
- 1919 Roland Loos
- 1920 Othmar Holzer
- 1921–1923 Kadis
- 1924–1925 Paul Schobloch
- 1926 Ludwig Hattendorf
- 1927 Hugo Leskovitz
- 1928–1929 Hermann Weidenholzer
- 1930–1941 Paul Schobloch
- 1942–1945 Franz Forsthuber
- 1945–1947 Wilhelm Steininger
- 1948 Rudolf Weixlbaumer
- 1949 Wilhelm Steininger
- 1950–1955 Rudolf Ertl
- 1956–1960 Othmar Holzer
- 1961–1962 Anton Radvanyi
- 1963–1964 Alois Heuzonter
- 1965–1971 Walter Reischl
- 1972–1974 Rudolf Weixlbaum
- 1975–1976 Ernst Leibetseder
- 1977–1984 Walter Reischl
- 1985–1989 Ernst Leibetseder
- 1990–1995 Norbert Freilinger
- 1996–1997 Gerhard Stummer
- 1998–2005 Peter Holzweber
- 2005–2010 Reinhard Enzenebner
- 2010–2019 Mario Mayer
- 2019–2023 Markus Ecker & Jürgen Hofer
- seit 2023 Jürgen Hofer

## Titel
- 4-facher Oberösterreichischer Landesmeister: 1928, 1933, 1937, 1953
- 6-facher Oberösterreichischer Landespokalsieger: 1933, 1934, 1936, 1951, 1967, 1969

Die Meistermannschaft aus dem Jahre 1927: 

Franz Ertl, Miegl, Six, Pichler, Mühlberger, Korntner, Krapf, Wolf, Mack, Öhmer, Haselgruber

## Bekannte Spieler
- Franz Fuchsberger
- Karl Wallmüller
- Rudolf Ertl
- Heinz Miegl
- Joseph Kubecka